# Constitución de Cuba
La Constitución en Cuba vigente es la Constitución de 2019. Es la quinta constitución de la República de Cuba, fue aprobada en referéndum por el 86,8 % de los votos tras un proceso participativo que incluyó consultas populares con 8,9 millones de personas y 783.174 propuestas ciudadanas. Entró en vigor el 10 de abril de 2019, coincidiendo simbólicamente con el 150.º aniversario de la Constitución de Guáimaro, sustituyendo a la Constitución de 1976.

## Constituciones coloniales
1. Constitución de Cádiz de 1812. Redactada durante la ocupación Napoleónica de España, hace hincapié en la soberanía nacional y proclama la oficialidad de la religión católica; su vigencia en Cuba fue más teórica que real pues los criollos adinerados (dado los principios liberales que pregonaba, entre ellos el abolicionismo) pugnaron por mantener el orden esclavista, rechazando una constitución que podía poner en peligro sus intereses económicos.
2. Estatuto Real de 1834. El 5 de julio de 1834 se promulgó el Estatuto Real, que sustituyó a la Constitución de 1812, relativo a la constitución y funcionamiento de las Cortes.
3. Constitución española de 1876. El 30 de junio de 1876, el rey Alfonso XII promulgó la Constitución que habría de regir hasta noviembre de 1897; esta Constitución contenía en su parte dogmática los derechos civiles y políticos.
4. Constitución Autonómica de 1897. El 25 de noviembre de 1897 se promulgó la conocida como Constitución Autonómica para la Isla de Cuba y Puerto Rico, haciendo extensiva a ambos territorios la Ley Electoral de 1890.

## Constituciones de la República en Armas
1. Constitución de Guáimaro. Aprobada el 10 de abril de 1869 en plena guerra de independencia, estableció la división de poderes y marcó el primer intento de organización jurídica independentista.
2. Constitución de Baraguá. Se promulga el 15 de marzo de 1878; fue el resultado de la protesta realizada por el Mayor General Antonio Maceo Grajales ante el Pacto del Zanjón que ponía fin a la guerra de los Diez Años.
3. Constitución de Jimaguayú. Entró en vigor el 16 de septiembre de 1895, meses después de iniciada la Guerra Necesaria; la misma se planteaba regir durante dos años con un Consejo de Gobierno centralizado.
4. Constitución de la Yaya. El 29 de octubre de 1897 se promulga para sustituir a la anterior constitución; se distingue por la inclusión en su texto de una parte dogmática, donde se desarrollaba un título especial relativo a los derechos individuales y políticos.

## Constituciones de la República de Cuba
1. Constitución cubana de 1901. El 21 de febrero de 1901 se aprobó una Constitución por los constituyentistas cubanos, que mantuvo su vigencia hasta 1940. Esta constitución fue creada a imagen y semejanza de la de Estados Unidos y bajo las restricciones y condicionamientos que impuso este país a Cuba, mediante la Enmienda Platt.
2. Constitución cubana de 1940. Entra en vigor el 10 de octubre de 1940; se inspiró en la constitución española de 1931 y constaba de 286 artículos; muchos de ellos se debieron a la influencia de una fracción comunista y otros delegados de corte izquierdista bajo la influencia de la Revolución cubana de 1933.
3. Ley Fundamental de 1959. El 7 de febrero de 1959, el Gobierno Revolucionario de Cuba decretó la Ley Fundamental por la que se regiría a partir de ese instante el país que, en lo esencial fue una transcripción de la Constitución de 1940, aunque con algunas modificaciones, como la restauración de la pena de muerte.
4. Constitución cubana de 1976. El 24 de febrero de 1976, en un acto solemne celebrado en La Habana, fue proclamada la constitución cubana aprobada mediante referéndum popular. Consagró la transformación de Cuba en un estado socialista; ha sido enmendada tres veces, siendo la última el 26 de junio del 2002.[4]
5. Constitución cubana de 2019. El 2 de junio de 2018, la Asamblea Nacional de Cuba inició el proceso de redacción y promulgación de un nuevo proyecto de texto constitucional. El 21 de julio se discutió y aprobó el anteproyecto que fue sometido a debate popular y posteriormente el texto final fue aprobado en referéndum en febrero de 2019 y entró en vigor el 10 de abril de ese mismo año.[5][6][7] Algunos cambios reseñables son:[8]
  - Reconoce la propiedad privada y promueve la inversión extranjera como fundamental para el desarrollo de la economía.
  - Limita el mandato del presidente (que es seleccionado por la Asamblea Nacional, como en los sistemas parlamentarios) a dos mandatos consecutivos de cinco años, y requiere que el presidente tenga menos de sesenta años cuando sea elegido.
  - Restaura la posición anterior a 1976 de primer ministro, un funcionario seleccionado por el presidente que dirige los ministerios del gobierno en el día a día.
  - Prohíbe discriminación por orientación sexual.
  - Garantiza los derechos sexuales y reproductivos de las mujeres y protege a las mujeres de la violencia de género.
  - Establece la presunción de inocencia en los procesos penales y el derecho al habeas corpus.
  - Fortalece la autoridad de los gobiernos locales.
  - Permite la doble nacionalidad.